# Asztarak
Asztarak (orm. Աշտարակ) – miasto w Armenii, stolica prowincji Aragacotn. Asztarak jest miastem przemysłowym, położonym na lewym brzegu wzdłuż wąwozu rzeki Kasach, około 20 km na północny zachód od stolicy, na wysokości 1110 metrów nad poziomem morza. Miasto odgrywa ważną rolę w gospodarce narodowej, jak również w życiu kulturalnym Armenii poprzez obecność zakładów przemysłowych i instytucji kulturalnych. Asztarak rozwijał się jako miasto satelitarne Erywania. 
Asztarak jest jednym z najstarszych miast w Armenii – posiada liczne zabytki historii i kultury, które pozwoliły zachować smak starego i pięknego miasta Armenii. Zostało założone w IX wieku i przebudowane w XVII wieku. Najlepiej zachowany wśród nich jest kościół Karmrawor, który sięga VII wieku i jest poświęcony Matce Bożej. Inne kościoły Spitakawor, który został zbudowany na przełomie V i VI wieku oraz Ciranawor – zbudowany na przełomie XII–XIV wieku znajdują się wzdłuż krawędzi wąwozu.
Miasto szczyci się dwoma kościołami, jednym z nich jest kościół Surb Sarkis, rzekomo zbudowany w XIX wieku, na starym fundamencie. Jest on położony w atrakcyjnym punkcie na cyplu, z widokiem na wąwóz i oferuje piękny widok na wspomniane wcześniej trzy kościoły. Zewnętrzna elewacja budowli była niedawno prawie całkowicie odrestaurowana, a ściany wewnętrzne pozostają takie same. Największy kościół w mieście – Surb Marine jest położony w centrum miasta. Został zbudowany w roku 1271 na planie prostokąta z zewnątrz i planie krzyża od wewnątrz.
Innym ciekawym zabytkiem jest niezwykły most na rzece Kasach, położony w wąwozie tuż poniżej kościoła Surb Sarkis. Został zbudowany w 1664 roku i posiada trzy łuki o zróżnicowanej wielkości.

## Ludzie związani z miastem
- Percz Proszjan (1837–1907), pisarz
- Smbat Szahaziz (1840–1908), poeta
- Geworg Emin (1918–1998), poeta
- Wardges Petrosjan (1932–1994), dramaturg i pisarz